# Francesco Maria Maggio
Francesco Maria Maggio (Palermo, 1612 – Roma, 12 giugno 1686) è stato un presbitero, orientalista e missionario italiano, membro dei Chierici regolari teatini.

## Biografia
Figlio di un giureconsulto, entrò nei Chierici regolari Teatini nel 1632, e si applicò con ardore allo studio della filosofia e della teologia, finché ebbe licenza di andare in Oriente a visitare gli stabilimenti del suo ordine. Nel 1636 partì con alcuni confratelli, attraversò la Siria, l'Arabia e l'Armenia e giunse sino alle montagne del Caucaso. Passò cinque anni in Georgia, dove all'apostolato affiancò lo studio dei costumi e dei dialetti delle popolazioni locali. Richiamato nel 1641, fondò una casa del suo ordine a Caffa, ma non poté fare lo stesso a Costantinopoli, per l'ostilità dell'ambasciatore veneziano, che lo costrinse a reimbarcarsi per la Sicilia. Dopo essersi fermato per qualche tempo a Roma, dove lavorò ad una grammatica delle principali lingue orientali, si stabilì a Napoli, fondò varie case o istituti religiosi e si conquistò la confidenza del viceré, il duca di Segorbe, che lo nominò suo confessore. Maggio fu anche visitatore dei Teatini per la provincia di Sicilia, ma non volle mai accettare la dignità episcopale. Negli ultimi anni si ritirò a Palermo, dove morì in odore di santità il 12 giugno 1686.

## Opere
- Syntagmata Linguarum orientalium quæ in Georgiæ regionibus audiuntur, lib. III (Roma 1643), ristampati nel 1670. Vi si trovano una buona grammatica georgiana quantunque incompiuta ed una grammatica turca non priva di merito ;
- Rituale theatinum (Anversa 1650) e molte altre opere ascetiche.

Maggio lasciò anche molti lavori manoscritti, fra i quali una Schola Turcica, 3ª parte dei Syntagmata, composta nel 1637.